# 尼特 (荷蘭林堡省)
尼特（荷蘭語發音：[nɵt] ⓘ）坐落於荷蘭南部，是林堡省的一個舊市鎮。在2019年1月，該市鎮與斯欣嫩和翁德班肯合併為新市鎮貝克達倫。

## 外部連結
- 维基共享资源上的相關多媒體資源：尼特
- 官方網站